# 阿寒川
阿寒川（日语：／ Akangawa */?）是位於日本北海道東部流入太平洋的二級河川，其源頭為位於阿寒摩周國立公園的阿寒湖，國道240號即沿著阿寒川所建，最終在釧路市的大樂毛地區注入太平洋。主流全線都在釧路市轄區內。
阿寒的名稱來自阿伊努語「akam」（車輪）。

## 歷史
阿寒川過去原本是釧路川的支流，在流經釧路市山花地區時，原本是繼續往東流入現在的仁仁志別川，最終在現在的釧路市新釧路町附近匯入釧路川。
但由於釧路川下游的濕地地區經常發生泛濫，1890年的水利工程決定將阿寒川從山花地區興建一條6.24公里長的分水溝，將部分河水接入大樂毛川。1914年開始，為了解決釧路港因釧路川帶來的淤積河沙，將阿寒川從現在的昭和町地區改往南直接住入太平洋，並與釧路川分開，新的這段河道則命名為「阿寒新川」。
1920年8月10日的一場大雨帶來的洪水造成原本在山花地區興建的分水溝損壞，使得阿寒川全數都經由大樂毛川直接流入太平洋，因此阿寒川和阿寒新川完全分離成為兩條河川。之後在1930年釧路川的水利工程，將新阿寒川出海一段改為釧路川新的河道，變成為「新釧路川」的一部分，而其餘河道則成為仁仁志別川。